# خانه چنچو
خانه چنچو مربوط به سدهٔ ۱۴ ه.ق است و در شهرستان رشت، بخش سنگر، دهستان سراوان، پارک جنگلی سراوان، موزه میراث روستای گیلان واقع شده و این اثر در تاریخ ۲۰ اردیبهشت ۱۳۸۶ با شمارهٔ ثبت ۱۹۰۹۴ به‌عنوان یکی از آثار ملی ایران به ثبت رسیده است.